# Hammam Righa
Hammam Righa (em árabe: حمام ريغة) é uma cidade localizada na província de Aïn Defla, no norte da Argélia. Sua população era de 8 488 habitantes, em 2008. Durante o período da ocupação romana, Hammam Righa foi uma colônia romana chamada Aquae Calidae.[carece de fontes?]